# Lost World
Lost World (яп. ロスト・ワールド<前世紀>, Lost World - Zenseiki, укр. Загублений світ) — серія манґи, написана та проілюстрована Осаму Тедзукою у 1948 році. 
Це перший твір у так званій ранній науково-фантастичній трилогії Осаму Тедзуки, що складається з Lost World (1948), Metropolis (1949) і Nextworld (1951). Хоча це окремі, самодостатні історії, їх часто збирають разом у перевиданнях.

## Сюжет
До Землі починає наближатися нова планета. Вчені нічого не знають про неї і вирішують відправитися туди, щоб дослідити її мешканців та умови життя. Вони виявляють, що вона населена динозаврами і має схожість з давньою Землею. Планета, названа Маманго, відкололася від Землі 5 мільйонів років тому і відтоді вперше повернулася до неї. Незабаром команда виявляє, що на їхньому космічному кораблі сховалися злочинці, які прибули на Маманго з власних підступних причин.

## Персонажі
Шунсаку Бан
Детектив, який розслідує вбивство, якимось чином пов'язане з таємничою планетою Маманго.
Кенічі Шікісіма
Розумний юнак, який усвідомлює потужний потенціал каменів із планети Маманго.
Макеру Бутамо
Капітан, який керує ракетним кораблем, побудованим Кенічі, до планети Маманго для дослідницької експедиції.
Секкен Као
Злочинець, який шукає влади на планеті Маманго.
Доктор Юпітер
Персонаж, створений за зразком Попая (насправді, у цій манзі є кілька персонажів американських мультфільмів, зокрема Дагвуд і Міккі Маус).

## Публікація
В Японії Lost World був опублікований у двох томах видавництвом Fuji Shobo. Перший мав підзаголовок «Земля», а другий — «Всесвіт».